# Гераськин, Иван Алексеевич
Ива́н Алексе́евич Гера́ськин (15 февраля 1924, село Шарлино, Тульская губерния — 26 августа 1998, Москва) — советский военный разведчик, старшина Рабоче-крестьянской Красной Армии, участник Великой Отечественной и Советско-японской войн. Полный кавалер ордена Славы.

## Биография
Родился 15 февраля 1924 года в селе Шарлино Новосильского уезда Тульской губернии в крестьянской семье. В 1937 окончил 5 классов школы, затем работал конюхом в колхозе «Правда».
В ноябре 1942 года призван в Рабоче-крестьянскую Красную Армию Корсаковским районным военкоматом Орловской области. К апрелю 1944 года рядовой Гераськин — разведчик 111-й отдельной разведывательной роты (74-я стрелковая дивизия, 40-я армия, 2-й Украинский фронт). В ходе боевых столкновений уничтожил свыше 10 солдат противника. 2 апреля 1944 года, действуя в группе разведчиков при форсировании реки Прут и в боях за населённый пункт Коту-Камэнешти (в 12 километрах юго-восточнее румынского города Дарабани) захватил «языка» и убил несколько бойцов вермахта. 15 апреля 1944 года награждён орденом Славы III степени.
В период боевых действий с 22 по 25 апреля 1944 года у населённых пунктов пунктов Гура-Гумора, Кымнылдыч (в 30 километрах южнее румынского города Рэдэуци) в рукопашном бою с противником Гераськин спас от гибели командира. 29 мая 1944 года награждён орденом Славы II степени.
В период с 7 по 10 июня 1944 года, находясь с разведчиками в немецком тылу в районе села Стража на реке Сучава (в 42 километрах севернее румынского города Кымпулунг), Гераськин уничтожил часового, чем оказал содействие беспрепятственному проходу группы в тыл противника. При отходе группы с тремя пленными прикрывал огнём, сопровождал их до штаба части. 24 марта 1945 награждён орденом Славы I степени.
Участвовал в Советско-японской войне. В 1948 Гераськину присвоено воинское звание «старшина». В запасе с 1949 года.
Жил в Москве. Работал милиционером в 14-м отделении милиции Москвы, плотником строительного управления «Энергомонтажвентиляция». Участвовал в Парадах в ознаменование 45-летия и 50-летия Победы на Красной площади. 
Скончался 26 августа 1998 года.
На доме №19 в 5-м квартале Капотни, где он жил, установлена мемориальная доска. В июне 2021 года улица в московском районе Капотня названа его именем.

## Награды
- Орден Славы I степени (25 марта 1945),[1]
- Орден Славы II степени (29 мая 1944),[1]
- Орден Славы III степени (15 апреля 1944),[1]
- Орден Отечественной войны I степени,[1]
- Орден Красной Звезды (27 января 1944),[1][5]
- Медаль «За отвагу» (29 марта 1945),[1][5]
- Медали СССР,
- Медали РФ.